# Władimir Riesin
Władimir Iosifowicz Riesin (ros. Владимир Иосифович Ресин, ur. 21 lutego 1936 w Mińsku) – polityk rosyjski. Od 28 września do 21 października 2010 pełnił obowiązki mera Moskwy.